# Ziziphus platyphylla
Ziziphus platyphylla är en brakvedsväxtart som beskrevs av Reiss.. Ziziphus platyphylla ingår i släktet Ziziphus och familjen brakvedsväxter. Inga underarter finns listade i Catalogue of Life.